# فاسكو أوليفيرا
فاسكو أوليفيرا (18 مارس 1922 بالبرتغال - ) هو لاعب كرة قدم برتغالي في مركز الدفاع. شارك مع منتخب البرتغال لكرة القدم. أما مع النوادي، فقد لعب مع نادي بيلينينسش.

## وصلات خارجية
- فاسكو أوليفيرا على موقع قاعدة بيانات كرة القدم.إي يو (الإنجليزية)
- فاسكو أوليفيرا على موقع عالم كرة القدم.نت (الإنجليزية)